# Challenger de Esmirna 2013
El Türk Telecom İzmir Cup 2013 fue un torneo de tenis profesional que se jugó en pistas duras. Se trató de la 6.ª edición del torneo que forma parte del ATP Challenger Tour 2013 . Tuvo lugar en Esmirna, Turquía entre el 16 de septiembre y el 22 de septiembre de 2013.

## Jugadores participantes del cuadro de individuales

### Cabezas de serie
| Favorito | País                   | Jugador           | Ranking1 | Posición en el torneo |
| -------- | ---------------------- | ----------------- | -------- | --------------------- |
| 1        | Bandera de Kazajistán  | Mikhail Kukushkin | 145      | CAMPEÓN               |
| 2        | Bandera de Ucrania     | Illya Marchenko   | 148      | Segunda ronda         |
| 3        | Bandera de Alemania    | Peter Gojowczyk   | 150      | Cuartos de final      |
| 4        | Bandera de Turquía     | Marsel İlhan      | 173      | Cuartos de final      |
| 5        | Bandera de Túnez       | Malek Jaziri      | 177      | Cuartos de final      |
| 6        | Bandera de España      | Adrián Menéndez   | 178      | Cuartos de final      |
| 7        | Bandera de Bielorrusia | Uladzimir Ignatik | 181      | Primera ronda         |
| 8        | Bandera de Italia      | Flavio Cipolla    | 183      | Semifinales           |

- 1 Se ha tomado en cuenta el ranking del día 9 de septiembre de 2013.

### Otros participantes
Los siguientes jugadores recibieron una invitación (wild card), por lo tanto ingresan directamente al cuadro principal:
- Tuna Altuna
- Baris Erguden
- Anil Yuksel
- Efe Yurtacan

Los siguientes jugadores ingresan al cuadro principal tras disputar la fase clasificatoria:
- Andrés Artuñedo Martínavarr
- Teodor-Dacian Crăciun
- David Rice
- Louk Sorensen

## Campeones

### Individual Masculino
- Mikhail Kukushkin derrotó en la final a  Louk Sorensen 6–1, 6–4

### Dobles Masculino
- Austin Krajicek /  Tennys Sandgren derrotaron en la final a  Brydan Klein /  Dane Propoggia 7–64, 6–4